# Khatam kari
Pour les articles homonymes, voir Kari.

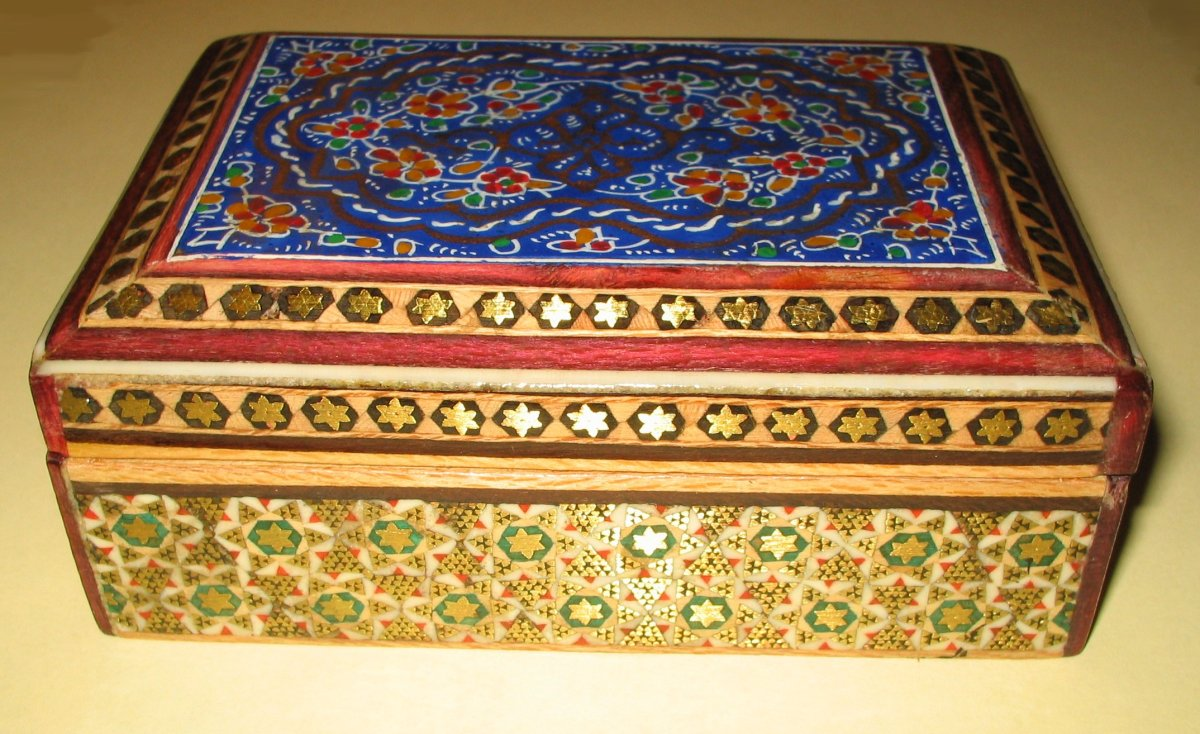
Boîte peinte et décorée selon la technique du Khatam kari.

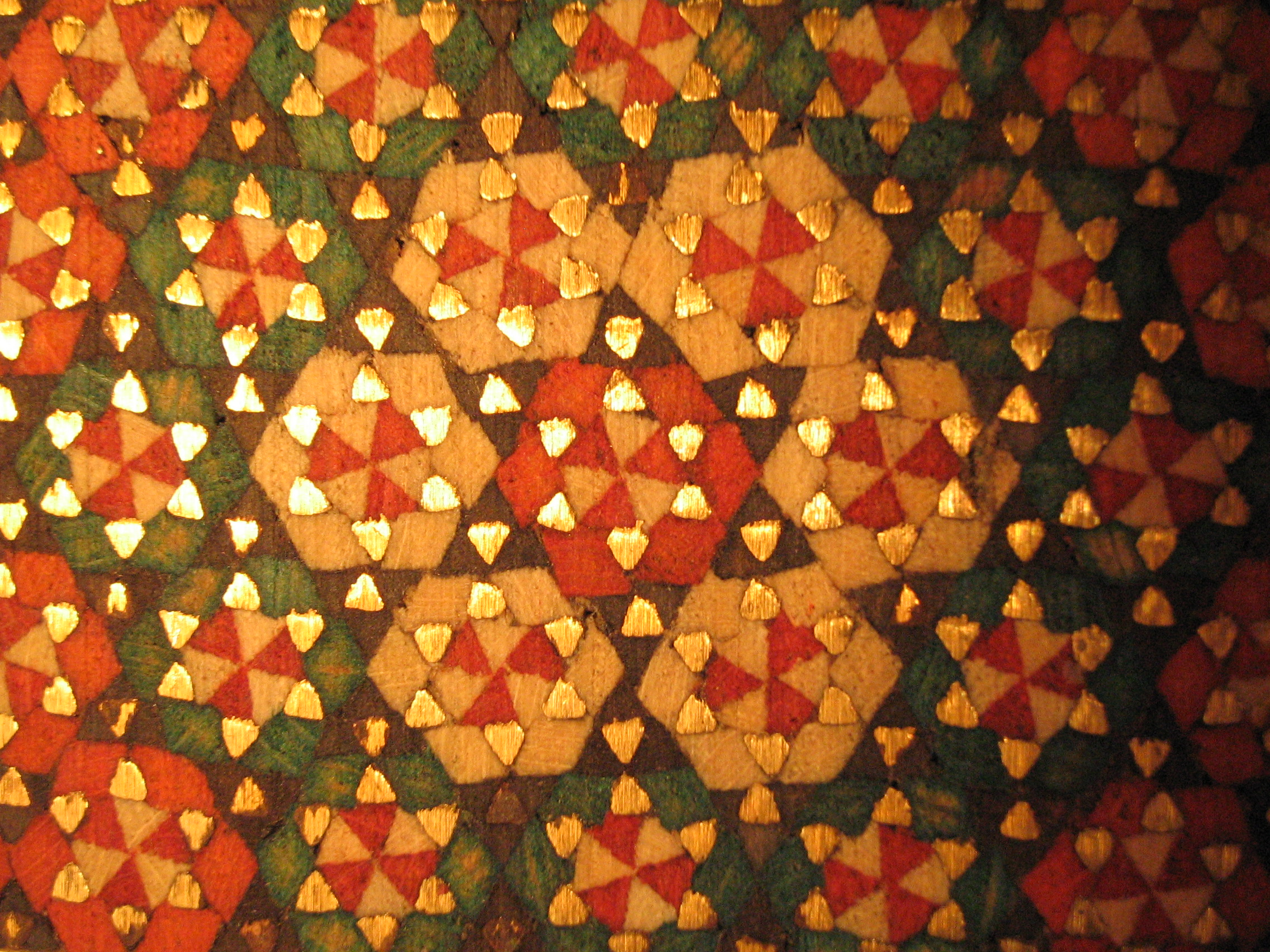
Détail d'une baguette réalisée en Khatam.

Le khatam kari est un travail de marqueterie fine et minutieuse dont les plus anciens exemples remontent à l'époque safavide : le khatam était alors tellement apprécié de la cour que certains princes en apprenaient la technique au même titre que la musique, la peinture ou la calligraphie. Aux XVIIIe et XIXe siècles, le khatam connut un déclin, avant d'être remis à la mode sous le règne de Reza Shah, au cours duquel se créent des écoles artisanales à Téhéran, Ispahan, et Chiraz. 
« Khatam » signifie « incrustation ». Le « khatam-kari » est donc le « travail des incrustations ». Cette technique consiste à réaliser des motifs, le plus souvent des formes en étoile, en incrustant de fines baguettes de bois (ébène, teck, jujubier, oranger, rosier), laiton (pour les parties dorées), et os de chameau (parties blanches). L'ivoire, l'or et l'argent peuvent également être utilisés pour les pièces de collection. Ces baguettes sont d'abord assemblées en faisceaux triangulaires, eux-mêmes ré-assemblés et collées en faisceaux selon un ordre strict pour former un cylindre d'environ 70 cm, dont la tranche montre l'unité de base de la décoration finale : une étoile à six branches contenue dans un hexagone. Ces cylindres sont alors tranchés en cylindres plus courts, puis comprimés et séchés entre deux plaques de bois, avant de subir une dernière coupe réalisant des tranches d'environ 1 mm d'épaisseur. Ces dernières sont alors prêtes à être plaquées et collées sur l'objet-support à décorer avant de subir une finition par laquage. Elles peuvent subir un chauffage préalable pour être ramollies, si l'objet est galbé, afin d'en épouser les courbes.
Les objets décorés sont légion : boîtes, jeux d'échecs ou de backgammon, cadres, pipes, bureaux, ou même instruments de musique. Le khatam peut également être associé aux fameuses miniatures persanes, réalisant ainsi de véritables œuvres d'art.
Issu de techniques importées de Chine et magnifiées par le savoir-faire perse, cet artisanat existe depuis plus de 700 ans et est encore particulièrement vivace à Ispahan et à Chiraz.